# Ley contra la Homosexualidad de 2014
La Ley contra la Homosexualidad de 2014 fue una ley aprobada por el Parlamento de Uganda el 20 de diciembre de 2013, que prohibía las relaciones sexuales entre personas del mismo sexo. La ley se denominó anteriormente "proyecto de ley para matar a los gays" (en inglés, Kill the Gays bill) en los medios de comunicación occidentales, debido a las cláusulas de pena de muerte propuestas en la versión original (la pena se modificó posteriormente a cadena perpetua). El proyecto de ley fue firmado por el presidente de Uganda, Yoweri Musevenii, el 24 de febrero de 2014. Sin embargo, el 1 de agosto de 2014, el Tribunal Constitucional de Uganda declaró inválida la ley por motivos de procedimiento.
La ley habría ampliado la penalización de las relaciones entre personas del mismo sexo en Uganda a nivel nacional. También incluye disposiciones sobre las personas de fuera de Uganda acusadas de violar la ley, afirmando que pueden ser extraditadas a Uganda para ser castigadas allí. La ley también incluye penas para los individuos, empresas y organizaciones no gubernamentales que ayuden o instiguen los actos sexuales entre personas del mismo sexo, incluida la celebración de un matrimonio gay. Además, la ley permite al gobierno ugandés rescindir los compromisos internacionales y regionales que considere ajenos al interés de las disposiciones de la ley.
Las relaciones entre personas del mismo sexo son ilegales en Uganda desde la época colonial -como en muchos países africanos- y, antes de que se aprobara esta ley, se castigaban con penas de prisión de hasta 14 años. La ley fue presentada como proyecto de ley privado por el diputado David Bahati el 14 de octubre de 2009. La moción especial para presentar el proyecto de ley se aprobó un mes, después de que se celebrara una conferencia de dos días en la que tres cristianos de Estados Unidos afirmaran que la homosexualidad es una amenaza directa para la cohesión de las familias africanas. La comunidad internacional, sin embargo, arremetió contra la ley, acusando al gobierno ugandés de fomentar con ella la violencia contra las personas LGBT. Estados Unidos impuso sanciones económicas contra Uganda en junio de 2014 en respuesta a la ley, el Banco Mundial pospuso indefinidamente un préstamo de ayuda de 90 millones de dólares a Uganda y los gobiernos de Dinamarca, Países Bajos, Suecia y Noruega detuvieron la ayuda a Uganda en oposición a la ley; el gobierno ugandés defendió el proyecto de ley y rechazó su condena, declarando las autoridades del país que el presidente Museveni quería "demostrar la independencia de Uganda frente a la presión y la provocación occidentales".
Diversas fuentes han señalado que la ley ha exacerbado tanto la homofobia endémica en Uganda como los debates asociados a ella. Otros afirman más concretamente que estas acciones legislativas son el resultado de una homofobia politizada, una herramienta retórica utilizada para favorecer los intereses de los líderes políticos en forma de ganar popularidad o distraer la atención de los comportamientos corruptos.

## Contexto
Según las organizaciones de Derechos Humanos, en Uganda viven unos 500 000 homosexuales, de una población total de 31 millones de habitantes. Las leyes vigentes criminalizan la conducta homosexual con penas de prisión de hasta 14 años. Estas leyes son reliquias del colonialismo británico diseñadas para castigar lo que las autoridades coloniales entendían como "sexo innatural" entre los habitantes locales ugandeses. Aunque muchas sociedad africanas ven la homosexualidad como una práctica decadente importada por los extranjeros, existía antes del colonialismo europeo, frecuentemente con variaciones en la práctica en función de las culturas individuales. En algunas, la homosexualidad masculina se estratificaba en función de la edad, como en la antigua Esparta y Atenas donde los guerreros adquirían muchachos como esposas, algo común cuando no había mujeres disponibles, o que se manifestaba en encuentros esporádicos como en la prostitución.
A pesar de este pasado, la influencia colonialista ha sido dominante; según un reportero en África, "Los africanos ven la homosexualidad como algo antiafricano y anticristiano". 38 de las 53 naciones africanas criminalizan la homosexualidad de alguna forma. En la África subsahariana, el gobierno de Sudáfrica es la única entidad oficial que reconoce los derechos LGBT, pero incluso ahí se emplea frecuentemente la violación correctiva contra mujeres lesbianas y bisexuales, u hombres transgénero, ante la inacción y apatía policial. Un caso muy notorio fue el de Eudy Simelane, quien fue violada y asesinada al declararse abiertamente lesbiana. Al igual que en muchas otras naciones africanas, los homosexuales en Uganda se enfrentan a un ambiente repleto de abusos físicos, vandalismo en sus propiedades, chantaje, calumnia, amenazas de muerte y violaciones correctivas.
Del 5 al 8 de marzo de 2009, tuvo lugar un taller en Kampala, capital de Uganda, que contó con la participación de tres evangelistas cristianos estadounidenses: Scott Lively, un autor que ha escrito diversos libros en contra de la homosexualidad; Caleb Lee Brundidge, un autodenominado ex-gay que dirige sesiones para curar la homosexualidad; y Don Schmierer, miembro de la junta directiva de Exodus International, una organización dedicada a promover la "liberación de la homosexualidad a través del poder de Jesucristo". El tema de la conferencia, según The New York Times, fue la "agenda homosexual": "cómo hacer que los homosexuales se vuelvan heterosexuales, cómo los hombres homosexuales frecuentemente sodomizaban a los muchachos adolescentes y cómo 'el movimiento gay es una institución maligna' cuyo objetivo es 'derrotar a la sociedad basada en el matrimonio y reemplazarla por una cultura de la promiscuidad sexual' ". Un cura anglicano de Zambia, Kapya Kaoma, asistió e informó sobre la conferencia. El ugandés Stephen Langa fue quien lo organizó, apoyado por Lively, quien aseveró que la homosexualidad era equiparable con el abuso de menores y el bestialismo, y que causaba mayores índices de divorcio y transmisión del VIH. Lively hizo especial énfasis en la cohesión de la familia africana, la cual dijo que estaba amenazada por los homosexuales que buscaban reclutar a los jóvenes entre sus filas. Según Kaoma, durante la conferencia uno de los miles de ugandeses asistentes anunció que "[El Parlamento] siente que es necesario redactar una nueva ley que trate concienzudamente con el tema de la homosexualidad y... tenga en cuenta la agenda homosexual internacional... Ahora mismo hay una propuesta para que se redacte una nueva ley."

## Contenido
En abril de 2009, el Parlamento de Uganda aprobó una resolución que autorizaba al miembro del Parlamento (MP) David Bahati a proceder a enviar una moción en octubre para endurecer las leyes contra la homosexualidad. El proyecto de ley fue propuesto el 13 de octubre de 2009 por Bahati, y está basado en el "fortalecimiento de la capacidad de la nación en hacer frente a las emergentes amenazas internas y externas a la familia tradicional heterosexual", pues "la atracción homosexual no es una característica innata e inmutable", y en "protege[r] la amada cultura del pueblo de Uganda, los valores tradicionales familiares, legales, religiosos, frente a los intentos de los activistas de derechos sexuales que buscan imponer sus valores de promiscuidad sexual a las personas de Uganda".
La legislación endurece la criminalización de la homosexualidad en Uganda al introducir la pena de muerte a las personas consideradas como reincidentes, sospechosos de "homosexualidad agravada" y que son VIH-positivas, o a las que mantienen relaciones sexuales con menores de 18 años. Las personas a las que se sorprende manteniendo actividades homosexuales, o aquellas a las que se sospecha de mantenerlas, serán obligadas a realizar pruebas de VIH; los ugandeses que mantengan relaciones sexuales con personas del mismo sexo fuera de Uganda también caen bajo la jurisdicción de esta ley, y pueden ser extraditadas e imputadas. Más aún, de aprobarse, la ley requeriría que cualquiera que tuviera conocimiento de que alguien la viola, o de un acto que la viola, debe informar de ello a las autoridades en un plazo de 24 horas; esto incluye a individuos, empresas, medios de comunicación u Organizaciones No Gubernamentales que apoyan los derechos LGBT. Si no se hace así, se considera que también están violando la ley y puede ser imputado y pagar una multa no superior a los 250 "puntos de comercio", o cumplir una pena de hasta tres años de cárcel.

### Modificación
En el momento en que se introdujo el proyecto de ley, un miembro del parlamento del grupo independiente dijo que pensaba que tenía un 99% de posibilidades de ser aprobada. El presidente de Uganda Yoweri Museveni expresó abiertamente su apoyo a la medida, diciendo que "Solíamos decir Señor y Señora, pero ahora es Señor y Señor. ¿Qué es eso?" Tras afrontar una intensa reacción internacional, y promesas de que las ayudas económicas a Uganda serían detenidas, el 9 de diciembre de 2009 el ministro de Ética e Integridad James Nsaba Buturo dijo que Uganda modificaría la medida para deshacerse de la pena de muerte (intercambiándola por la cadena perpetua) para homosexuales reincidentes. Sin embargo, al principio Buturo dijo que el gobierno de Uganda estaba decidido a aprobar el proyecto de ley "incluso si significa retirarse de los convenios y tratados internacionales tales como la Declaración Universal de los Derechos Humanos de Naciones Unidas, y dejar de recibir fondos de los donantes", según una entrevista en The Guardian. No obstante, desde entonces The Guardian ha dicho que David Bahati, el valedor de la medida, ha negado estas afirmaciones. El 23 de diciembre, Reuters informó que Buturo había dicho de nuevo que la pena de muerte saldría del proyecto de ley. Dice, sin embargo, que la protesta de las naciones occidentales no tuvo ningún efecto en su decisión. Declaró que, "Ha habido mucho debate en el gobierno... sobre la propuesta de ley, pero ahora pensamos que una condena de por vida sería mejor porque permite la posibilidad de que los reincidentes sean rehabilitados. Matarlos podría no ayudar."
El 8 de enero de 2010, Bahati aseveró de nuevo que no retrasaría o arrinconaría el proyecto de ley, incluso cuando el ministro de Estado para Inversiones Aston Kajara dijera que el Gobierno ugandés pediría a Bahati que la retirara, y tras decir el presidente Museveni que a él le parecía demasiado dura. Bahati dijo que "no la retiraré. Tenemos que proteger a nuestros hijos en los colegios para evitar que sean reclutados en la (homosexualidad). El proceso de legislar una ley para proteger a nuestros hijos contra la homosexualidad y defender nuestros valores familiares debe continuar."
El 12 de enero de 2010, el presidente Museveni expresó ante los medios de comunicación la necesidad de utilizar la "máxima precaución" y de que los miembros de su gobierno hablaran con Bahati para llegar a un acuerdo que satisficiera las preocupaciones de Bahati junto con las llamadas que estaba recibiendo de todas las partes del mundo.
La intensa reacción internacional al proyecto de ley hizo que el presidente Yoweri Museveni creara una comisión para investigar las implicaciones de su aprobación como ley. En mayo de 2010, el comité recomendó que se retirara el proyecto de ley, pero seguía siendo debatido en el parlamento a fecha de febrero de 2011. A finales de abril de 2011, se informó de que el proyecto de ley iba a ser votado inminentemente, esta vez quizá sin incluir la pena de muerte. La falta de cuórum (al retirarse las diputadas a sazón de una discusión anterior sobre otro proyecto de ley) impidió que la ley fuera votada el 11 de mayo de 2011, mientras las reacciones internacionales en contra iban en aumento. Estaba previsto que el 13 de mayo de 2011 se votara en sesión extraordinaria este proyecto de ley, pero quedó finalmente fuera del orden del día y no fue votado antes de que el Parlamento de Uganda cerrara su periodo de sesiones. No obstante, se ha informado de la posibilidad de que el nuevo Parlamento debata el proyecto de ley que ha heredado del anterior.

## Reacciones
Dentro de Uganda, los defensores de los derechos humanos y de gais se alarmaron. Antes de la legislación propuesta, muchos creían haber visto una relajación de las leyes diseñadas para castigar el comportamiento homosexual. Amnistía Internacional, sin embargo, informa de que los arrestos de sospechosos de haber mantenido relaciones homosexuales son arbitrarios y los detenidos son sometidos a tortura y abusos por parte de las autoridades. Hacia finales de 2009, muchos homosexuales sintieron la necesidad de abandonar el país o esconderse. Kapya Kaoma describió los intentos de mostrar a los homosexuales como una amenaza a la familia africana como especialmente atroz, poniendo la vida de las personas en peligro: «Cuando hablas a las personas así, los africanos lucharán a muerte».
Incluso sin tener en cuenta la legislación contra los homosexuales, los derechos humanos en Uganda han sido una preocupación para Amnistía Internacional, que ha destacado asuntos como las amenazas a la libertad de expresión y asociación, y el uso de tortura por las fuerzas del orden, entre sus mayores preocupaciones en el informe de 2009. Los evangélicos estadounidenses activos en África han sido criticados como responsables de inspirar la legislación al incitar al odio con sus discursos excesivos, comparando la homosexualidad a la pedofilia e influyendo las políticas públicas con donaciones de organizaciones religiosas estadounidenses. Entre los críticos se encuentran The Times, Jeffrey Gettleman en The New York Times, Time, PublicEye.org, The Guardian, un periódico panafricano en internet enfocado a la sociedad llamado Pambazuka News, y una organización internacional con objetivos similares llamada Inter Press Service.
Evangélicos estadounidenses como Scott Lively y el pastor californiano Rick Warren tienen una historia de implicación en Uganda, donde centran su trabajo misionero. Como resultado, Warren y otros han ganado influencia en la formación de la política pública en Uganda, Nigeria y, en menor grado, Kenia. Stephen Langa concretamente citó a un «terapeuta de reorientación sexual» sin licencia llamado Richard A. Cohen, que afirma en un libro que le fue entregado a Langa y a otros ugandeses importantes,

Homosexuals are at least 12 times more likely to molest children than heterosexuals; homosexual teachers are at least 7 times more likely to molest a pupil; homosexual teachers are estimated to have committed at least 25 percent of pupil molestation; 40 percent of molestation assaults were made by those who engage in homosexuality.
Los homosexuales tienen una probabilidad por lo menos doce veces mayor de haber abusado de un menor que los heterosexuales; maestros homosexuales tienen una probabilidad siete veces mayor de haber cometido por lo menos un 25% de acoso sexual de alumnos; el 40 por ciento de las agresiones sexuales fueron realizados por aquellos que realizan actos homosexuales.

Estas afirmaciones se basan en estudios incorrectos realizados por Paul Cameron, que ha sido expulsado por la American Psychological Association, la Canadian Psychological Association y la American Sociological Association. Cohen ha confirmado la debilidad de los estudios, afirmando que, cuando reedite el libro, las estadísticas serán eliminadas.
Pambazuka News escribió «Merece la pena señalar que cuesta una considerable cantidad de dinero, tiempo y procesos el presentar un proyecto de ley particular, lo que lleva a la pregunta de ¿cómo puede un parlamentario del distrito de Kabale financiar este proceso? También ha sido una práctica común entre los pastores e iglesias que surgen como setas el usar ataques homófobos a oponentes como una forma de desacreditarlos y ganar poder sobre los fieles.» Martin Ssempa, un pastor ugandés y anteriormente asociado a Warren, ha apoyado el proyecto de ley, y, después de un periodo de silencio y rechazar tomar partido en el asunto, Warren mismo ha rechazado el proyecto de ley, llamándolo «poco cristiano». En febrero de 2010, para impulsar la oposición al proyecto, Ssempa mostró pornografía gay a 300 miembros de su iglesia, escandalizándolos con imágenes de actos sexuales explícitos y dando a entender que todos los gais los realizan, pero personas heterosexuales no.
En marzo de 2009, Scott Lively se encontró con diversos legisladores y el ministro de ética e integridad, James Buturo. Después de la visita, escribió en su blog,

[...] overjoyed with the results of our efforts and predicted confidently that the coming weeks would see significant improvement in the moral climate of the nation, and a massive increase in pro-family activism in every social sphere. [Conference organiser Stephen Langa] said that a respected observer of society in Kampala had told him that our campaign was like a nuclear bomb against the 'gay' agenda in Uganda. I pray that this, and the predictions, are true.
[..] más que feliz con los resultados de nuestros esfuerzos y predijo con confianza que las próximas semanas verán una significativa mejora en el climar moral de la nación y un masivo aumento del activismo a favor de la familia en todas las esferas sociales. [El organizador de la conferencia Stephen Langa] dijo que un observador social respetado de Kampala le había dicho que nuestra campaña era como una bomba nuclear contra la agenda gay en Uganda.
Lively, Scott

Sin embargo, Lively se ha posicionado sobre el proyecto de ley, afirmando «estoy de acuerdo con el objetivo general, pero esta ley es demasiado dura [...] La sociedad debería desalentar activamente todo tipo de sexo fuera del matrimonio y eso incluye la homosexualidad [...] La [institución de la] familia está amenazada [...] [Los gais] no deberían no andar manifestándose en las calles.» Lively ha afirmado que el proyecto de ley es una reacción al intento por parte de americanos y europeos de «homosexualizar» la sociedad ugandesa. Además ha dicho que los líderes ugandeses que han creado el proyecto están preocupados por «los muchos homosexuales masculinos que entran en el país y abusan de niños que están en las calles.» Richard Cohen ha afirmado que condena el proyecto de ley y que las medidas punitivas que contiene son «incomprensibles». Don Schmierer expresó su sorpresa pro la legislación, declarando al The New York Times que aunque perfiló en la conferencia de marzo de 2009 la forma en que los homosexuales podían convertirse en heterosexuales, su implicación estaba limitada a dar seminarios a africanos sobre cómo ser mejores padres: «[El proyecto de ley] es horrible, absolutamente horrible [...] Algunas de las mejores personas que he conocido nunca eran gais.»
En diciembre de 2009, los países vecinos Ruanda y Burundi también discutieron legislaciones que convertiría en crimen la homosexualidad. El 22 de diciembre de 2009 varios cientos de personas se reunieron en Kampala para mostrar su apoyo al proyecto de ley, protestando contra los homosexuales. Deutsche Presse-Agentur informó que «los manifestantes, liderados por clérigos "cristianos renacidos", líderes culturales y estudiantes universitarios, marcharon hacia el parlamento, donde presentaron una petición.»
El 11 de enero de 2010, el Uganda's Media Centre, una página web financiada por el gobierno, emitió un comunicado titulado «Uganda está siendo juzgada con demasiada dureza», en una reacción la atención internacional que estaba recibiendo en el tema del proyecto de ley, afirmando que, en respuesta a la prensa negativa recibida, era obvio que «los ugandeses (es decir, los africanos) no tienen el derecho de discutir y no tiene derecho a la soberanía.» El mensaje afirmaba que,

It is unfortunate that Uganda is now being judged on the actions of opportunists whose ideas are based on violence and blackmail and even worse, on the actions of aid attached strings. (Homosexuality). It is regrettable that government is pretentiously expected to observe their 'human rights', yet, by their own actions, they have surrendered their right to human rights.
Desgraciadamente Uganda está siendo juzgada por las acciones de oportunistas cuyas ideas están basadas en la violencia y el chantaje e incluso peor, en acciones cuyo origen está en las ayudas. Es lamentable que se espera de forma presuntuosa que el gobierno respete sus 'derechos humanos', pero, por sus propias acciones, ellos han renunciado al derecho a derechos humanos.
Ankunda, Paddy

### Outingde gais en los medios de comunicación
En abril de 2009, un periódico local de Uganda publicó los nombres de personas que sospechaba que eran homosexuales, otro publicó consejos al público general sobre como identificar a gais y, en octubre de 2010, un periódico llamado Rolling Stone (no relacionado con la revista de música Rolling Stone) publicó una lista de los cien «gais y lesbianas más importantes» del país, con sus fotos y direcciones. Junto a la lista se introdujo una banda amarilla con la palabra «cuélgalos» («hang them»). Julian Pepe, coordinador de programas de Sexual Minorities Uganda, ha dicho que, personas que han sido nombradas en el artículo, viven con miedo y diversos ataques han provocado que muchos comiencen a abandonar sus puestos de trabajo, mientras que otros han tenido que cambiar de domicilio. El editor del periódico justificó la publicación de las listas de gais y lesbianas para que las autoridades pudiesen arrestarlas mientras que Nsaba Buturo rechazó las quejas de gais y simpatizantes afirmando que las protestas por el outing son parte de una campaña para movilizar el apoyo y la simpatía desde fuera del país.
El 26 de enero de 2011, el activista gay más conocido de Uganda, David Kato, fue encontrado muerto, en lo que las autoridades de Uganda han denominado un robo. Su fotografía había sido publicada en el Rolling Stone; el Tribunal Supremo había ordenado al periódico dejar de publicar imágenes de gais y lesbianas después de que Kato y otras personas denunciasen el caso. Kato habló sobre el proyecto de ley en la conferencia organizada por la ONU en diciembre de 2009. Sus palabras a penas fueron audibles porque estaba nervioso; comunicados de la embajada de EE. UU. revelan que activistas de los Derechos Humanos y partidarios del proyecto de ley anihomosexual se burlaron de Kato en voz alta durante la presentación. El informe diplomático, que fue expuesto a través de Wikileaks, comentaba que los problemas políticos y económicos de Uganda se estaban canalizando hacia un «odio violento» hacia los homosexuales, y que David Bahati, Martin Ssempra y James Buturo eran los principales responsables de promocionar la ola de intolerancia. El diplomático además afirmó que, incluso si el proyecto no se aprueba en el parlamento de Uganda, «la homofobia rampante en Uganda no desaparecerá».

### Gobiernos internacionales
Diversos líderes de otros países han expresado su preocupación. El 27 de noviembre de 2009, durante la reunión de 2009 de jefes de Gobierno de la Commonwealth, Gordon Brown, el primer ministro del Reino Unido, expresó su oposición al proyecto de ley al presidente Yoweri Museveni. El primer ministro de Canadá, Stephen Harper, también expresó de forma privada su oposición a Museveni durante la reunión. El ministro de transporte canadiense, John Baird, declaró al The Globe and Mail, «La legislación actual que está siendo tramitada en el parlamento de Uganda es vil, es horrible. Es ofensiva. Ofende a los valores canadienses. Ofende a la decencia.» El gobierno de Australia ha reiterado su oposición a la criminalización de la homosexualidad en el Sydney Morning Herald, pero a 8 de enero de 2010, no había realizado un comunicado para el gobierno de Uganda, a pesar de los esfuerzos de activistas en este sentido.
El gobierno de Francia también ha criticado el proyecto, mencionando una «profunda preocupación». El Parlamento europeo emitió una resolución el 16 de diciembre de 2009 en contra del proyecto de ley que amenaza con cortar las ayudas financieras a Uganda. El 3 de diciembre de 2009, el Gobierno sueco, que tiene una relación a largo plazo con Uganda, dijo que revocaría su ayuda al desarrollo de 50 millones de dólares si se aprueba la ley, definiéndola como «atroz». La ministra para la ayuda al desarrollo, Gunilla Carlsson, afirmó que ella «creía y esperaba que hubieran comenzada a compartir valores comunes». Dirk Niebel, el ministro federal de cooperación y desarrollo económico de Alemania, declaró a la Deutsche Presse-Agentur que la ayuda financiera a Uganda será cortada y que un plan progresivo ya ha sido preparado.
La Casa Blanca ha remitido una declaración a The Advocate, afirmando que el presidente de los Estados Unidos, Barack Obama, «se opone con fuerza a esfuerzos, como los de la propuesta de ley pendiente en Uganda, que criminalizarían la homosexualidad y que van en contra del devenir histórico». La secretaria de Estado, Hillary Clinton, ha expresado su oposición a la ley y los congresistas estadounidenses Tom Coburn, Russ Feingold, Tammy Baldwin y Ileana Ros-Lehtinen también han expresado la suya.
El Gobierno de Gales afirma que no recortará su ayuda de 75 000 libras a Uganda, a pesar de las objeciones a la ley. Funcionarios galeses afirmaron que la ayuda es para la ciudad de Mbale y no para el gobierno de Uganda. En Minneapolis (Minnesota), ciudad hermanada con Kampala, el consejo municipal ha emitido una resolución oponiéndose a la proposición de ley.

### Organizaciones religiosas y de Derechos Humanos
Diversas organizaciones cristianas se oponen al proyecto de ley, entre ellas, la Iglesia católica, la Iglesia anglicana de Canadá, Integrity Uganda, Exodus International, Accepting Evangelicals, Changing Attitude, Courage, Ekklesia, Fulcrum, Inclusive Church y el Lesbian and Gay Christian Movement. Exodus International envió una carta al presidente Museveni afirmando, «[a] La iglesia cristiana [...] se le debe permitir extender el amor y la compasión de Cristo a todos. Creemos que esta legislación convertiría la realización de esta misión en difícil, por no decir imposible.» Un grupo de líderes cristianos estadounidenses, entre los que se encuentra Thomas Patrick Melady, antiguo embajador estadounidense en Uganda, ha publicado una declaración sobre el proyecto de ley. El reverendo anglicano canon Gideon Byamugisha dijo que la ley «se convertiría en genocidio legislado por el estado».
Tras discusiones privadas con la Iglesia anglicana de Uganda, el Arzobispo de Canterbury, Rowan Williams, afirmó en una entrevista pública que no veía cómo ningún anglicano podía estar a favor: «En general, la legislación propuesta es de una severidad chocante y no puedo ver cómo puede ser apoyada por ningún anglicano que se ha comprometido con lo que la Comunión ha dicho en las últimas décadas. Aparte de invocar la pena de muerte, convierte el cuidado de las almas en imposible – busca convertir a los pastores en informantes». Sin embargo, han aparecido divisiones en la comunidad anglicana. En respuesta a la intervención de la Iglesia anglicana de Canadá, el obispo de la diócesis de Karamoja, Joseph Abura, escribió un editorial diciendo, «Parlamento de Uganda, el perro guardián de nuestras leyes, por favor, continúa y pon en su lugar a la ley antigay. Es entonces que nos convertiremos en realmente responsables frente a nuestros jóvenes y a nuestro país, no frente a Canadá o Inglaterra. ¡Nosotros mandamos!» Mientras que la iglesia anglicana de Uganda se opone a la pena de muerte, su arzobispo, Henry Luke Orombi, no se ha posicionado en el tema del proyecto de ley. Algunas personas dentro de la Iglesia anglicana, a título individual, como el obispo retirado Christopher Senyonjo, de la diócesis de Buganda Occidental, se han manifestado en contra del proyecto de ley y apoyando los derechos de los colectivos LGBT de Uganda. En 2010, el obispo Senyonjo realizó una gira por los Estados Unidos para llamar la atención sobre el proyecto de ley.
El arzobispo católico de Kampala, Cyprian Lwanga, manifestó en diciembre de 2009, que la ley era innecesaria y «contraria a los valores nucleares» de la cristiandad, expresando preocupación especialmente por las penas de muerte previstas. Lwanga afirmó que en su lugar, los homosexuales deberían ser animados y buscar la rehabilitación. Por su parte, la Santa Sede, ha mantenido excelentes relaciones con Uganda, recibiendo al embajador de Uganda en diciembre de 2009 y alabando el clima de libertad y respeto hacia la Iglesia católica en el país. Durante la entrevista, no se mencionó el proyecto de ley antihomosexual. Sin embargo, tres días antes, el legado del Vaticano en las Naciones Unidas afirmó que «el papa Benedicto se opone a la "discriminación injusta" contra los hombres gais y las lesbianas».
La alta comisionada de las Naciones Unidas para los Derechos Humanos, Navi Pillay, exhortó a Uganda a archivar el proyecto de ley y descriminalizar la homosexualidad. Amnistía Internacional y  Human Rights Watch han condenado el proyecto de ley, calificándola de producto de una campaña llevada a cabo por iglesias evangélicas y grupos antigais que han llevado a amenazas de muerte y ataques físicos contra ugandeses sospechosos de ser gais. John Nagenda, consejero presidencial del presidente de Uganda, ha afirmado que no cree que el proyecto de ley deba ser aprobado. El Fondo mundial para la lucha contra el sida, la tuberculosis y la malaria ha expuesto que excluir a grupos marginalizados pondría en peligro los esfuerzos para reducir la expansión del sida en Uganda, donde el 5,4% de la población adulta está infectada con el virus VIH. Elizabeth Mataka, la enviada especial de las Naciones Unidas en África sobre el sida, ha expresado su preocupación de que la ley disuada a la gente de hacerse la prueba del sida, si com resultado van a ser castigados con la pena de muerte. Uganda experimentó una poco común y muy exitosa reducción de las transmisiones de VIH en la década de 1990. Los 16.000 miembros de HIV Clinicians Society of Southern Africa enviaron una carta al presidente de Uganda afirmando, «Fomentar la apertura y combatir el estigma son ampliamente reconocidas como componentes de la exitosa campaña de Uganda para reducir el número de infecciones por VIH» y el proyecto de ley amenaza con introducir un «impacto profundamente negativo en los esfuerzos de Uganda para combatir el VIH».

### Medios de comunicación
Uno de los primeros editoriales de periódico condenando la naturaleza draconiana del proyecto de ley fue el The Sunday Times de África del Sur, que advirtió de que Uganda corre el peligro de ser «arrastrada de vuelta a los perversos días de Idi Amin». El periódico del Reino Unido The Guardian, ha afirmado que la ley confirma el estatus del país como «injusto e infame», calificando la ley como un «horrible pedazo de legislación». El periódico The Times, basado en Londres, también criticó la proposición de ley y a la BBC por un debate titulado «¿Deberían los homosexuales enfrentarse a la pena de muerte?» The Times alabó el reciente avance en Uganda en la prohibición de la mutilación genital femenina, pero afirmó que la ley antihomosexual «... debe ser considerada en lo que es: una ley intolerante e inhumana que causará sufrimiento a miles de personas inocentes». The Irish Times, de forma similar, caracterizó la ley como «medieval y caza de brujas» y afirmó que incluso con la eliminación de la pena de muerte por cadena perpetua, la ley «permanecerá absolutamente repugnante».
La presentadora de televisión Rachel Maddow, cuya homosexualidad es conocida, tiene una sección fija sobre la ley, llamada «Uganda Be Kidding Me» («Uganda me está tomando el pelo») en el The Rachel Maddow Show. Maddow afirmó que Richard Cohen tenía «sangre en [sus] manos» por dar la falsa inspiración para la legislación. También cuestionó la veracidad de las declaraciones del pastor Rick Warren, cuando dijo en una entrevista «... no es mi vocación política, como un pastor en Estados Unidos, comentar o interferir en el proceso político de otros países», señalando sus acciones apoyando la ruptura de Uganda con la Iglesia Anglicana por su postura a favor de los gais y afirmando que Warren ha contradicho posteriormente su condena de la ley antihomosexual. De igual forma, Lisa Miller en Newsweek sembró dudas sobre las acciones de Warren.
Un editorial del The New York Times afirmaba de forma inequívoca, «[l]os Estados Unidos y otros deben dejar claro al gobierno de Uganda que ese tipo de barbarismo [en la ley] es intolerable y lo convertirá en un paria internacional», y reprendió a los evangélicos por promover el odio: «[n]o puedes predicar el odio y no aceptar la responsabilidad por la forma en que se manifiesta.» De forma similar, The Washington Post escribió que la ley es «fea e ignorante», «bárbara» y «[q]ue el simple hecho de que esté siendo considerada pone a Uganda fuera de las naciones civilizadas». Douglas Foster, escribiendo en el The Los Angeles Times, se fijaba en la paradoja de que la mayoría de los africanos creen que la homosexualidad es una afectación occidental, mientras que están siendo influenciados por el dogma conservador evangélico de Estados Unidos. Escribió que los africanos se enfrentan a una «elección y imposible, insultante, ahistórica, cruel y completamente falsa» entre ser gay y ser africano.
El The Observer, un periódico ugandés bisemanal, imprimió una respuesta a la atención que la ley estaba ganando a nivel internacional, afirmando que la homosexualidad no es un derecho, no está incluido en la Declaración Universal de los Derechos Humanos de la ONU y que en los Estados Unidos, de donde provienen gran parte de las reacciones de los medios de comunicación, sigue siendo polémica. Continuaba comentando «[...] esta es mi mayor incomodidad con la homosexualidad — no emerge de forma natural, sino más bien como resultado de intensas campañas en escuelas, atrayendo a la gente con dinero y todo tipo de falsedades [...] Los gais tienen como objetivo a los hijos de otras personas, porque no tienen propios que alistar. Los defensores de la homosexualidad deberían pensar sobre el impacto más allá. La homosexualidad destruye la capacidad del hombre para la procreación, el disfrute de la vida humana y finalmente la vida misma.» Un editorial de The Australian, afirmaba «Sería incorrecto [...] creer que el caso de Uganda es simplemente un asunto de autodeterminación nacional chocando con las sensibilidades occidentales» y que es relativismo cultural lo que está actuando en Uganda, no pluralismo, lo que está en la raíz de las violaciones de los derechos humanos como las que se proponen en la legislación allí. Sin embargo, de forma parecida a lo comentado en The Observer, The Australian afirmaba que «es fácil defender los valores universales de la libertad contra pequeñas naciones en África occidental; ¿pero estamos preparados para hacerlo contra poderes más formidables que abusan de los derechos humanos de sus ciudadanos?»